# Evangelische Dorfkirche Schnathorst

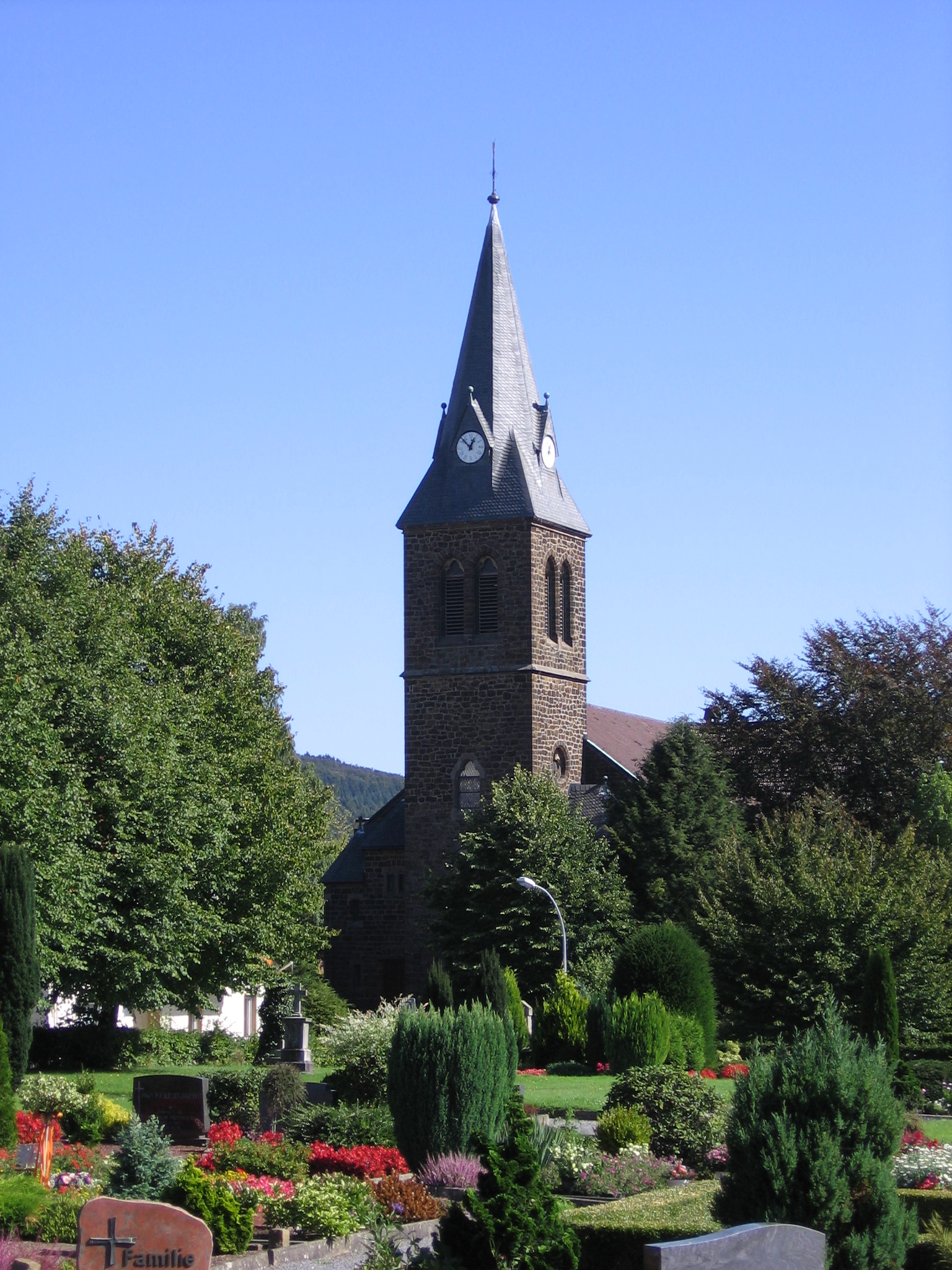
Evangelische Dorfkirche Schnathorst

Die denkmalgeschützte evangelisch-lutherische Dorfkirche Schnathorst steht in Schnathorst, einem Ortsteil der ostwestfälischen Gemeinde Hüllhorst im Kreis Minden-Lübbecke von Nordrhein-Westfalen. Die Kirchengemeinde gehört zum Kirchenkreis Lübbecke der Evangelischen Kirche von Westfalen.

## Beschreibung
Die neugotische Kreuzkirche aus Bruchsteinen wurde 1901/02 nach einem Entwurf von Karl Siebold anstelle eines Vorgängerbaus aus dem 16. Jahrhundert erbaut. Sie besteht aus einem Kirchturm im Westen, einem Langhaus, einem Querschiff und einem rechteckigen Chor im Osten. Das oberste Geschoss des Kirchturms beherbergt hinter den als Biforien gestalteten Klangarkaden den Glockenstuhl. Die Zifferblätter der Turmuhr befinden sich in den Dachgauben des schiefergedeckten achtseitigen Knickhelms. 
Der mit einer geknickten Holzbalkendecke überspannte Innenraum ist mit einer umlaufenden Empore ausgestattet. Der Altar, die Kanzel und das Taufbecken wurden von Karl Siebold gestaltet. Die Orgel mit 21 Registern auf zwei Manualen und Pedal wurde 1979 von Gustav Steinmann Orgelbau hinter den Prospekt der Vorgängerorgel von Ernst Klassmeier gebaut.